# Орто-Юрях (річка, Великий Ляховський острів)
О́рто-Юря́х (рос. Орто-Юрях, якут. Орто үрэх) — річка в Росії на острові Великому Ляховському з групи Ляховських островів (Новосибірські острови).
Довжина річки 69 км. Бере початок в центрі острова й тече на північний схід. Впадає до Східно-Сибірського моря, утворюючи широке, до 150 м, гирло. Похил річки — 1,2 м/км.
Русло звивисте, у верхній течії пересихає. Деякі меандри перетворились на стариці. Ширина руслі в середній течії становить 30 м. Швидкість течії — 0,2 м/с. Глибина 0,6 м у середній течії. Дно піщане.
Береги пологі. Середня (лівий берег) та нижня течії заболочені. В пригирловій ділянці є декілька озер.
| Росія | Це незавершена стаття з географії Росії. Ви можете допомогти проєкту, виправивши або дописавши її. |